# Lycaena aegera
Lycaena aegera är en fjärilsart som beskrevs av Grose-smith. Lycaena aegera ingår i släktet Lycaena och familjen juvelvingar. Inga underarter finns listade i Catalogue of Life.